# Max Ackermann
Max Ackermann (ur. 5 października 1887 w Berlinie, zm. 14 listopada 1975 w Stuttgarcie) – niemiecki malarz, abstrakcjonista.

## Życiorys
Ackermann już w dzieciństwie miał kontakt ze sztuką, w pracowni swojego ojca rzeźbił w drewnie oraz wykonywał zdobienia. W latach 1905–1907 pobierał nauki u Henry’ego van de Veldego w jego pracowni w Dreźnie. Kolejne szlify w latach 1908–1909 zdobywał w pracowni Gotthardt Kuehl's, także w Dreźnie. Swoje studia kontynuował u Franza Stucka na Akademii Sztuk Pięknych w Monachium. W wieku 25 lat zaczął uczęszczać do Akademii Sztuk Pięknych w Stuttgarcie, gdzie praktykował u Adolfa Hölzela, który wprowadził go w nowe kierunki malarstwa, od tego czasu malarstwo Ackermanna nabrało cech abstrakcjonizmu.
W czasie I wojny światowej Ackermann zaciągnął się do Landsturmu, w trakcie działań wojennych został ranny, w następstwie czego spędził długi czas w szpitalu, po dojściu do zdrowia przez krótki czas był członkiem grupy artystycznej Błękitny Jeździec. W 1921 roku poznał pioniera abstrakcyjnego tańca Rudolfa von Labana, pod wpływem tej znajomości stworzył serię obrazów. W latach 20. XX wieku pracował jako malarz w Stuttgarcie, gdzie też w 1924 r. miała miejsce jego pierwsza autorska wystawa, podczas której zaprezentował malarstwo figuratywne oraz abstrakcyjne. Rok 1926 spędził w Paryżu, gdzie zaprzyjaźnił się z Pietem Mondrianem oraz Adolfem Loosem. W tym właśnie czasie Wassily Kandinsky ogłosił swój manifest malarstwa abstrakcyjnego. W 1928 r. w Schaller Gallery w Stuttgarcie miała miejsce zbiorowa wystawa, gdzie swoje dzieła oprócz Ackermanna wystawili także Kandinsky oraz George Grosz.
W następnych latach w swojej pracowni organizował letnie warsztaty dla młodych nauczycieli sztuki. W 1930 r. w Stuttgart Volkshochschule prowadził seminarium z zakresu malarstwa abstrakcyjnego, w oparciu o poruszone podczas niego zagadnienia wygłosił wykłady podczas wystawy Adolfa Hölzela w galerii Stuttgart Valentien.
Po dojściu Hitlera do władzy został przez nazistowskie autorytety sklasyfikowany jako jednostka zdegenerowana, w konsekwencji czego w roku 1933 otrzymał zakaz publicznej prezentacji swoich prac, następnie pozbawiony został możliwości nauczania, w końcu jego dzieła zostały skonfiskowane. Na skutek tych represji Ackermann opuścił Stuttgart i przeniósł się do Hornstaad, gdzie wraz z Otto Dixem, Erichem Heckelem oraz Helmuthem Mackem stworzył kolonię artystyczną.
Wiele jego wczesnych prac zostało zniszczonych w okresie II wojny światowej.
Dwukrotnie żonaty z Gertrudą Ostermayer oraz Joanną Strathomeyer, umarł w wieku 88 lat.